# Fernando Paes
Fernando Paes   (Lisboa, 24 de maig de 1907 - Lisboa, 19 de maig de 1972) va ser un genet portuguès que va disputar dues edicions dels Jocs Olímpics d'Estiu.
El 1948 va prendre part als Jocs Olímpics d'Estiu de Londres, on va disputar quatre proves del programa d'hípica. Amb el cavall Matamas va guanyar la medalla de bronze en la prova de doma per equips, mentre en la de doma individual fou novè. Amb el cavall Zuari fou vint-i-cinquè en la prova de salts d'obstacles individual, mentre en la prova per equips no puntuaren. Quatre anys més tard, als Jocs de Hèlsinki, disputà dues proves del programa d'hípica. Amb el cavall Matamas fou vuitè en la prova de doma per equips i vint-i-sisè en la de doma individual.